# An Overdose of Death...
An Overdose of Death... är det tredje studioalbumet till det amerikanska black metal/thrash metal-bandet Toxic Holocaust, utgivet september 2008 av skivbolaget Relapse Records.

## Låtlista
1. "Wild Dogs" – 2:18
2. "Nuke the Cross" – 2:48
3. "Endless Armageddon" – 3:15
4. "Future Shock" – 2:33
5. "War Game" – 0:59
6. "In the Name of Science" – 3:24
7. "March from Hell" – 2:53
8. "Gravelord" – 2:17
9. "War Is Hell" – 3:01
10. "The Lord of the Wasteland" – 2:48
11. "Feedback, Blood, and Distortion" – 3:27
12. "Death from Above" – 2:00
13. "City of a Million Graves" – 4:51

- Text och musik: Joel Grind

## Medverkande
Musiker (Toxic Holocaust-medlemmar)
- Joel Grind – sång, gitarr, basgitarr

Bidragande musiker
- Donny Paycheck (Donald Hales) – trummor

Produktion
- Jack Endino – producent, ljudtekniker
- Halseycaust (Halsey Swain) – omslagskonst
- Scott Kinkade – foto